# Hendrik Stuart

Wapen van Henry Stuart, Duke of Gloucester

Hendrik Stuart (Oatlands Park, Surrey, 6 juli 1640 - Palace of Whitehall, Londen, 13 september 1660), uit het huis Stuart, was het achtste kind en vierde en jongste zoon, bij zijn overlijden de derde nog in leven zijnde zoon, van koning Karel I van Engeland en Schotland en koningin Henriëtta Maria van Frankrijk. Hendrik is ook wel bekend als Hendrik van Oatlands of Prince Henry. In het Engels heet hij Henry Stuart, Duke of Gloucester.
Op 13 mei 1644 werd hij gecreëerd tot graaf van Cambridge en hertog van Gloucester.

## Mogelijke troonopvolger

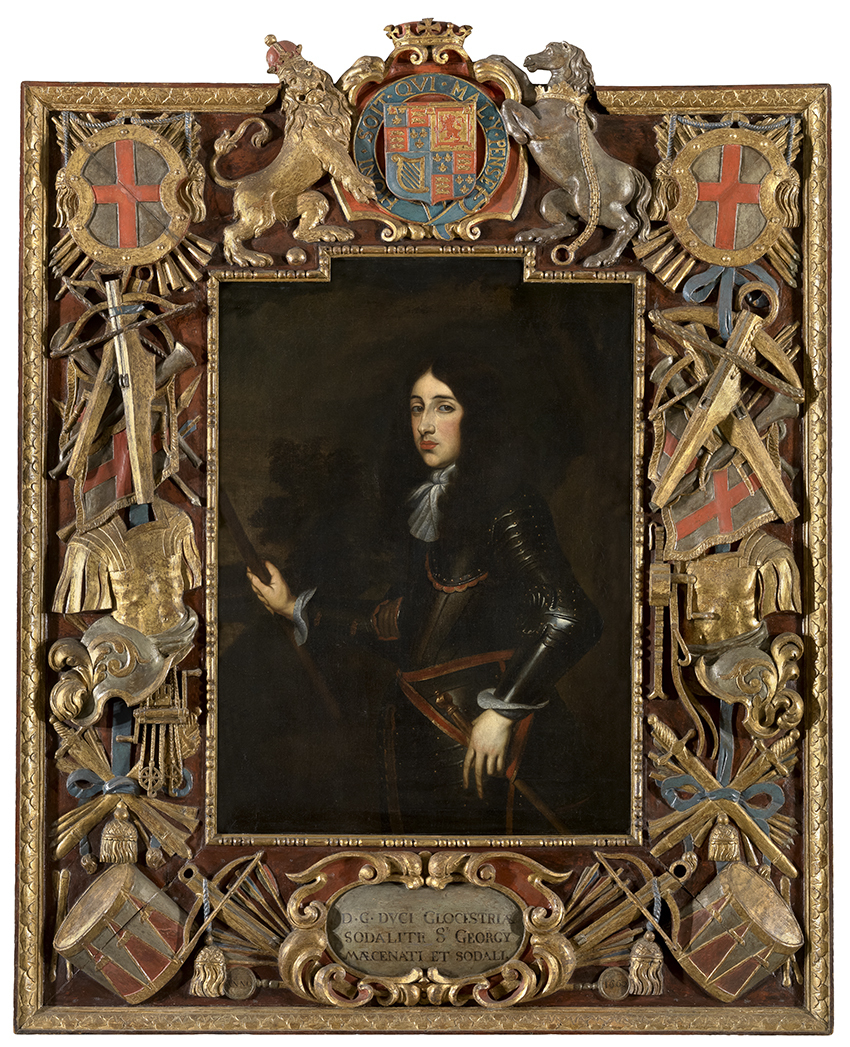
Portret van Hendrik Stuart (1662), Groeningemuseum.

Na de nederlaag die zijn vader leed aan het einde van de Engelse Burgeroorlog, werd de zes jaar oude prins gevangengenomen en naar Londen gebracht (zijn oudere broers waren samen met zijn moeder naar Frankrijk gevlucht). Henry verbleef in de koninklijke vertrekken in de Witte Toren van de Tower, 'beschermd' door het Republikeinse Leger. Nadat het absolutistische regime van Karel I was afgeschaft moesten de leiders van het Republikeinse Leger (Oliver Cromwell en Henry Ireton) beslissen wat er met Engeland moest gebeuren. Er werd in een brief gesuggereerd om de jonge prins op de troon te plaatsen, en te regeren als een constitutionele monarch, zoals het Parlement wilde. Dit kwam onder andere doordat hij, in tegenstelling tot zijn broers Karel en Jacobus, nog te jong was om te zijn omgekocht door de katholieke en absolutistische ideeën die zijn vader en moeder wel hadden. Op die manier kon hij opgevoed worden door leraren die constitutionele achtergronden hadden. Deze optie werd echter snel van tafel geveegd, toen het Parlement stemde voor de oprichting van een republikeins gemenebest (Republican Commonwealth). Henry werd naar een meer comfortabele omgeving gebracht en mocht leven met veel vrijheid, in de gaten gehouden door parlementaire bewakers.

## Parijs
Uiteindelijk, in 1652, ging Oliver Cromwell akkoord om Hendrik vrij te laten. Hendrik reisde af naar Parijs waar zijn moeder, broers en zus op dat moment verbleven. Cromwell hoopte dat een deel van zijn invloed op Hendrik was geslaagd. En dat was ook zo, Hendrik werd een trouw aanhanger van de Protestantse Kerk en had vaak onenigheid met zijn moeder over religieuze en politieke zaken. De ruzies tussen moeder en zoon kwamen tot een hoogtepunt zodat Henrietta haar zoon verbande uit Parijs, en Hendrik sloot zich aan bij de Spaanse legers die vochten bij Duinkerke. Hij onderscheidde zich voortdurend in de gevechten, en kreeg geleidelijk de reputatie van een van Europa's belangrijkste protestantse militairen. Hendrik ontmoette tijdens het verloop van de campagne de afvallige Franse militair prins Lodewijk van Condé, die de Spaanse troepen aanvoerde. Ze hadden allebei een afkeer van de Katholieke Kerk (Condé was een aanhanger van het agnosticisme en een van de beschermende leiders van de hugenoten), zodoende kregen de twee een sterke band. Kort voor zijn dood werd er gezegd dat Hendrik zou trouwen met de nicht van Lodewijk.

## Restauratie
Nadat het besluit was genomen tot vrede tussen Frankrijk en Spanje, mocht Hendrik wonen op een landgoed van Lodewijk, tot de dood van Oliver Cromwell en het geleidelijk bezwijken van de Commonwealth. Dit leidde tot de restauratie van de monarchie, en zijn oudste broer Karel werd koning van Engeland. Hij keerde terug naar Engeland en mocht deel uitmaken van Karels triomfantelijke tocht door Londen in mei 1660, en ging wonen in het paleis van Whitehall.

## Overlijden
Hij kreeg van koning Karel II de titels hertog van Gloucester en graaf van Cambridge. Hij stierf echter kort daarna aan de pokken. Hij is op 21 september 1660 begraven in de Henry VII-kapel van Westminster Abbey.